# ناعومي ألدرمان
ناعومي ألدرمان (بالإنجليزية: Naomi Alderman)‏ هي كاتِبة بريطانية، ولدت في 1974 في لندن في المملكة المتحدة.

## وصلات خارجية
- الموقع الرسمي
- ناعومي ألدرمان على موقع IMDb (الإنجليزية)
- ناعومي ألدرمان على موقع قاعدة بيانات الفيلم (الإنجليزية)